# Yougoslavie au Concours Eurovision de la chanson 1962
La Yougoslavie a participé au Concours Eurovision de la chanson 1962, alors appelé le « Grand prix Eurovision de la chanson européenne 1962 », à Luxembourg-Ville, au grand-duché du Luxembourg. C'est la 2e participation yougoslave au Concours Eurovision de la chanson.
Le pays est représenté par la chanteuse Lola Novaković et la chanson Ne pali svetla u sumrak, sélectionnées par Radiotelevizija Zagreb (RTV Zagreb) au moyen d'une finale nationale.

## Sélection

### Pjesma Eurovizije 1962
Le radiodiffuseur yougoslave croate, Radiotelevizija Zagreb (RTV Zagreb), organise la finale nationale Pjesma Eurovizije 1962 (« La chanson de l'Eurovision 1962 ») pour la Jugoslovenska Radio-Televizija (JRT, Radio-télévision yougoslave) afin de sélectionner l'artiste et la chanson représentant la Yougoslavie au Concours Eurovision de la chanson 1962.
La finale nationale yougoslave a eu lieu le 23 janvier 1962 à Zagreb.
18 chansons ont participé à cette finale nationale, seules 8 de ces chansons participantes sont restées connues. Elles sont interprétées en serbo-croate et en slovène, langues officielles de la Yougoslavie.
Ljiljana Petrović, participante à cette finale nationale yougoslave, a déjà pu représenter la Yougoslavie l'année précédente à l'Eurovision. Vice Vukov, un autre participant, représentera par la suite la Yougoslavie à deux reprises, en 1963 et 1965.
Lors de cette sélection, c'est la chanson Ne pali svetla u sumrak interprétée par Lola Novaković qui fut choisie.

#### Finale
| Ordre | Interprète           | Chanson                 | Langue       | Traduction                            | Place |
| ----- | -------------------- | ----------------------- | ------------ | ------------------------------------- | ----- |
| 1     | Lola Novaković       | Ne pali svetla u sumrak | Serbo-croate | N'allume pas la lumière au crépuscule | 1     |
| 2     | Ivo Robić (en)       | Alija                   | Serbo-croate | –                                     | –     |
| 3     | Majda Sepe           | Sulamit                 | Slovène      | –                                     | –     |
| 4     | Lola Novaković       | Ti nisi došao           | Serbo-croate | Tu n'es pas venu                      | –     |
| 5     | Ljiljana Petrović    | Ko crne ruže cvijet     | Serbo-croate | Comme la rose noire                   | –     |
| 6     | Melos                | Negdje                  | Serbo-croate | Quelquepart                           | –     |
| 7     | Zdenka Vučković (hr) | Ti si moj zavičaj       | Serbo-croate | Tu es ma maison                       | –     |
| 8     | Vice Vukov           | Dolazak                 | Serbo-croate | Arrivée                               | –     |

## À l'Eurovision
Chaque jury d'un pays attribue 3, 2 et 1 vote à ses 3 chansons préférées.

### Points attribués par la Yougoslavie
| 3 points | France      |
| 2 points | Royaume-Uni |
| 1 point  | Italie      |

### Points attribués à la Yougoslavie
| 3 points          | 2 points | 1 point               |
| ----------------- | -------- | --------------------- |
| - France - Italie | - Suède  | - Belgique - Finlande |

Lola Novaković interprète Ne pali svetla u sumrak en 12e position lors de la soirée du concours, le 18 mars 1962, après la Suisse et avant le Royaume-Uni. Au terme du vote final, la Yougoslavie termine 4e, ex aequo avec le Royaume-Uni, sur 16 pays, ayant reçu 10 points.